# Діти Арбату
«Діти Арбату» — роман-трилогія (з інших міркувань — тетралогія) Анатолія Наумовича Рибакова.

## Про роман
Над «Дітьми Арбату» Анатолій Рибаков почав працювати в самому кінці 50-х років. Повністю роман був закінчений лише в 1982 році, а опублікований в 1987 році.
Анатолій Рибаков згадував:
 Над «Дітьми Арбату» я почав роботу в самому кінці 50-х років. Вперше роман був анонсований в журналі «Новий світ» в 1966 році. А. Т. Твардовський дуже хотів його надрукувати, я почув від нього багато добрих слів, але зробити це не вдалося. Другий раз «Діти Арбату» були заявлені «Жовтнем», йшов уже 1978 рік, але це теж закінчилося невдачею. А робота тривала. А. Т. Твардовський мав на руках лише першу частину роману, потім, коли стало ясно, що опублікувати «Діти Арбату» не вдається, я став працювати над другою частиною, а коли роман був вдруге «закритий», написав третю його частину. Ніхто вже не вірив, що «Діти Арбату» коли-небудь будуть надруковані, навіть мій найбільший друг, дружина, не вірила, а я не зупинявся: всі справи потрібно доводити до кінця. 
- У 1988 році вийшла друга частина тетралогії, продовження «Дітей Арбату» — «Тридцять п'ятий і інші роки»;
  - після 1990 року «Тридцять п'ятий і інші роки» публікується вже як перша частина роману «Страх» (за рахунок цього непорозуміння і виникає питання: чи вважати серію тетралогией або трилогією),
- У 1990 році — роман «Страх»,
- У 1994 році — «Прах і попіл».

У 2004 році за мотивами роману «Діти Арбату» був випущений багатосерійний однойменний фільм.
У тетралогії (трилогії) були використані елементи біографії автора (Саша Панкратов).

## Екранізація
- В 2004 ріку вийшов телесеріал «Діти Арбату».